# Shota Ochiai
Shota Ochiai (japanisch 落合 翔太 Ochiai, Shota; * 23. Juni 2002 in der Präfektur Shimane) ist ein japanischer Fußballspieler.

## Karriere
Shota Ochiai erlernte das Fußballspielen in der Jugendmannschaft des Jyoto Funatsuki FC, in den Schulmannschaften der Matsue City Daini Junior High School und der Yonagokita High School sowie in der Mannschaft des Japan Soccer Collage. Seinen ersten Vertrag unterschrieb er im Januar 2022 bei Albirex Niigata (Singapur). Der Verein ist ein Ableger des japanischen Zweitligisten Albirex Niigata, der in der ersten singapurischen Liga, der Singapore Premier League, spielt. Sein Erstligadebüt gab Shota Ochiai am 23. Juli 2022 (17. Spieltag) im Auswärtsspiel gegen die Young Lions. Hier wurde er beim 5:0-Sieg in der 86. Minute für Kan Kobayashi eingewechselt. Am Ende der Saison feierte er mit Albirex die singapurische Meisterschaft. Nach der Saison 2022 wurde sein Vertrag nicht verlängert. Im Februar 2023 unterschrieb er einen Vertrag beim japanischen Fünftligisten Japan Soccer College FC. Mit dem Verein spielt er in der Hokushin'etsu Football League (Div.1).

## Erfolge
Albirex Niigata (Singapur)
- Singapurischer Meister: 2022